# Jessica Michibata
Jessica Celeste González Almada (n. Prefectura de Fukui, 21 de octubre de 1984) más conocida como Jessica Celeste Michibata (道端ジェシカ?) es una modelo japonesa.

## Antecedentes familiares
Michibata nació de padre argentino, y de madre japonesa.
Tiene una hermana mayor llamada Linda Karen y una hermana menor llamada Angelica Patricia, las cuales son también modelos. Michibata solía ser modelo para la marca de lencería Peach John.

## Vida personal

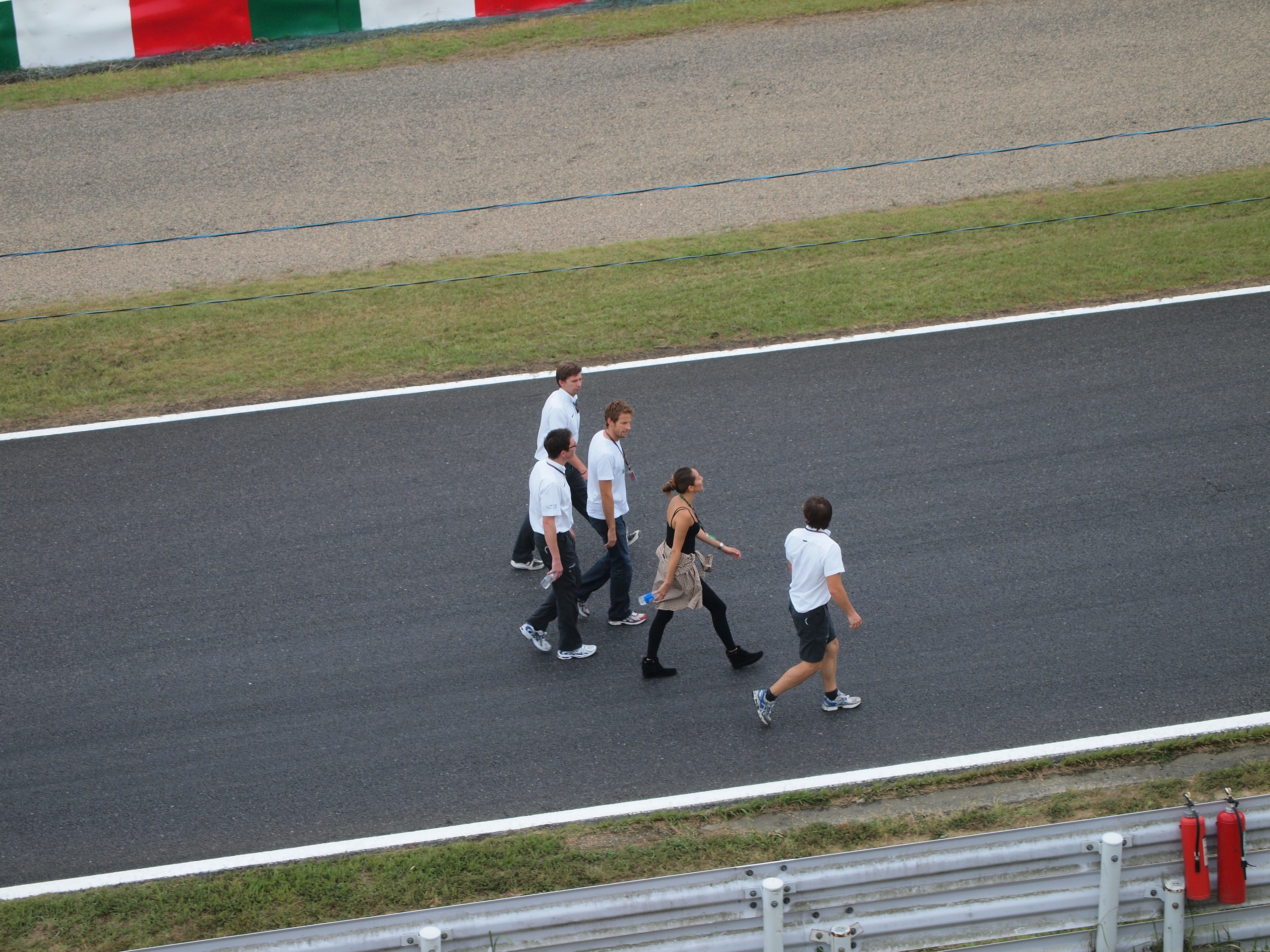
Jessica Michibata en el GP de Japón de 2009

Michibata empezó a salir con el piloto de Fórmula 1 británico Jenson Button en el 2008, y aunque sus roces de pareja han sido sonados, ya que han roto en numerosas ocasiones y vuelto a salir de nuevo, finalmente se casaron el 2 de enero de 2015. Este matrimonio duró menos de un año, puesto que se separaron en diciembre de 2015. Tiene una hija, nacida en 2017. Es también embajadora de la marca TAG Heuer.

## Televisión
- Cinema Style (TBS, 2007)
- Mezamashi TV (Fuji TV, 2006)
- Waratte Iitomo (Fuji TV, 2005–2006)
- Another Sky (2008)
- Easy Sports (TV Asahi)
- Tokyo Walking Map (TBS)
- Digital Stadium (NHK)

## Anuncios
- Evian (2007)
- UNIQLO (2007)
- L'Oréal Biotherm
- LUX
- NEC 821N GLA SoftBank
- Peach John
- Center-In Unicharm (2010)
- Pure Gumi Kanro (2010)
- Aquarius Vitamin Guard CocaCola (2010)

## Videoclips
- Soul'd Out "Iruka" (2005)
- Teriyaki Boyz "Zock On!" (2008)